# Miyuki Hatanaka
Miyuki Hatanaka (jap. 畑中美雪 Hatanaka Miyuki; ur. 18 grudnia 1975 w Siogama) – japońska narciarka, specjalistka narciarstwa dowolnego. Najlepszy wynik na mistrzostwach świata osiągnęła podczas mistrzostw w Ruka, gdzie zajęła 9. miejsce w jeździe po muldach podwójnych. Jej najlepszym wynikiem olimpijskim jest 20. miejsce jeździe po muldach na igrzyskach olimpijskich w Salt Lake City. Najlepsze wyniki w Pucharze Świata osiągnęła w sezonie 1999/2000, kiedy to zajęła 46. miejsce w klasyfikacji generalnej. W sezonie 2007/2008 była druga w klasyfikacji half-pipe'a.

## Sukcesy

### Igrzyska olimpijskie
| Miejsce | Dzień     | Rok  | Miejscowość    | Konkurencja      | Zwycięzca     |
| ------- | --------- | ---- | -------------- | ---------------- | ------------- |
| 20.     | 9 lutego  | 2002 | Salt Lake City | Jazda po muldach | Kari Traa     |
| 27.     | 11 lutego | 2006 | Turyn          | Jazda po muldach | Jennifer Heil |

### Mistrzostwa Świata
| Miejsce | Dzień       | Rok  | Miejscowość | Konkurencja      | Zwycięzca      |
| ------- | ----------- | ---- | ----------- | ---------------- | -------------- |
| 11.     | 10 marca    | 1999 | Meiringen   | Jazda po muldach | Ann Battelle   |
| 17.     | 14 marca    | 1999 | Meiringen   | Muldy podwójne   | Sandra Schmitt |
| 31.     | 19 stycznia | 2001 | Whistler    | Jazda po muldach | Kari Traa      |
| 17.     | 21 stycznia | 2001 | Whistler    | Muldy podwójne   | Kari Traa      |
| 14.     | 31 stycznia | 2003 | Deer Valley | Jazda po muldach | Kari Traa      |
| DSQ     | 1 lutego    | 2003 | Deer Valley | Muldy podwójne   | Kari Traa      |
| 19.     | 19 marca    | 2005 | Ruka        | Jazda po muldach | Hannah Kearney |
| 9.      | 20 marca    | 2005 | Ruka        | Muldy podwójne   | Jennifer Heil  |
| 10.     | 5 marca     | 2009 | Inawashiro  | Halfpipe         | Aiko Uemura    |

### Puchar Świata

#### Miejsca w klasyfikacji generalnej
- 1998/1999 – 51.
- 1999/2000 – 46.
- 2000/2001 – 63.
- 2001/2002 – -
- 2002/2003 – -
- 2003/2004 – 65.
- 2004/2005 – 52.
- 2005/2006 – 79.
- 2007/2008 – 79.
- 2008/2009 – 48.

#### Miejsca na podium
1. Les Contamines – 11 stycznia 2009 (Halfpipe) – 2. miejsce